# 201
201（二百一、にひゃくいち）は自然数、また整数において、200の次で202の前の数である。

## 性質
- 201は合成数であり、約数は 1, 3, 67, 201 である。
  - 約数の和は272。
    - 約数の和が回文数になる15番目の数である。1つ前は166、次は205。(オンライン整数列大辞典の数列 A028980)
- 63番目の半素数である。1つ前は194、次は202。
  - 3連続で半素数が続く6番目の数である。1つ前は141、次は213。
  - 約数の個数が3連続で同じになる5番目の数である。1つ前は141、次は213。
- 60番目のハーシャッド数である。1つ前は 200 、次は 204 。
  - 3を基とする8番目のハーシャッド数である。1つ前は120 、次は210。
  - 半素数がハーシャッド数になる8番目の数である。1つ前は133、次は209。
- 各位の立方和が平方数になる22番目の数である。1つ前は186、次は202。(オンライン整数列大辞典の数列 A197039)
- 201 = 100 × 2 + 1
  - n = 2 のときの 100n + 1 の値とみたとき1つ前は101、次は301。(オンライン整数列大辞典の数列 A158128)
- 201 = 12 + 22 + 142 = 12 + 102 + 102 = 42 + 42 + 132 = 42 + 82 + 112
  - 3つの平方数の和4通りで表せる9番目の数である。1つ前は198、次は234。(オンライン整数列大辞典の数列 A025324)
  - 201 = 12 + 22 + 142 = 42 + 82 + 112
    - 異なる3つの平方数の和2通りで表せる29番目の数である。1つ前は197、次は203。(オンライン整数列大辞典の数列 A025340)

## その他 201 に関連すること
- 西暦201年
- 年始（1月1日） から数えて201日目は、7月20日。
- 第201代ローマ教皇はグレゴリウス11世である（在位：1370年12月30日～1378年3月27日）である。
- 国鉄201系電車
- JR北海道キハ201系気動車
- スピリット・201
- 『イモリ201』は、今井ユウによる日本の漫画作品である。